# Peregrinación de Luz del Día
Peregrinación de luz del día, también conocido como Aventura de la verdad del nuevo mundo, es una obra escrita por el argentino, Juan Bautista Alberdi (1810 – 1884), en el año de 1874. Es un libro de texto complejo que imparte un discurso civilizador, que contrasta con la anexión del discurso doctrinario de la verdad, donde cuestiona la civilización – barbarie, planteada por Domingo Faustino Sarmiento (1811 – 1888). Satiriza por medio de un personaje llamado hermafrodita, el concepto civilizador que propone James Fenimore Cooper en: Notions of the americans (1848). Con el que posee una estética literaria semejante.  Es un esfuerzo intelectual con el que lucha por lograr una modernización en la Argentina, principalmente en los habitantes que vivían inmersos en la opresión.

## Contexto
En Peregrinación de luz del día, Alberdi monopoliza un personaje, el cual, hace énfasis en dos espacios textuales entre realidad política e imaginación utópica. Es una versión literaria que fue poco aceptada por colegas como: Bartolomé Mitre (1821 – 1906), por su figurada falta de amor a la patria. Puede considerarse un libro casi de filosofía moral por el alto contenido de conceptos, también de política, por el alto grado de análisis del contexto donde fue escrito. Puede compararse con la impresión semejante que provoca leer Los viajes de Gulliver de Jonathan Swift (1726).  Es una obra que tiene observaciones profundas, donde defiende con puntos de vista muy originales y detalles admirables, donde resalta una interesante paradoja en cada suceso. Es un libro de premisas y sarcasmo, que ocasiona en el receptor una tarea compleja de descifra-miento. Encontramos a lo largo del texto, este tipo de frases que están enmascaradas y ocultas, donde a veces es imposible poder comprender con certeza el mensaje oculto de Alberdi.

## Estructura del libro
El libro se compone de tres partes, la primera de 48 capítulos, la segunda parte de 32 y la tercera parte de 27. En términos generales la historia que desarrolla el libro, relata la historia de Hermafrodita “Luz de día”, quien decide dejar el Viejo Mundo para adentrarse en un destino lleno de aventuras en el nuevo mundo que es Sudamérica.  La lectura de este libro no demanda al lector por su complejidad, es un libro lleno de aventuras, de viajes y experimentos de una visita al país del nuevo mundo, lleno de una sociedad, la cual tenía los ojos puestos por todos los horizontes, era la sociedad que más llamaba la atención en el siglo XIX.  La más reciente publicación digital del libro, es del año 2007, por la biblioteca virtual de Miguel de Cervantes. La publicación original tuvo lugar en Buenos Aires Argentina en 1916, por edición digital de la edición de Buenos Aires, La cultura Argentina.

## Argumento
Peregrinación de Luz del día, es más que un cuento fantástico; es además, filosófico y político. Hermafrodita “luz de día” es un personaje que se embarca en un viaje hacia el nuevo continente, cansada de vivir en Europa, transita por numerosas aventuras, experimentos y estudios sobre la sociedad del nuevo mundo que está por conocer. La manera de desarrollo intelectual de este texto resalta el valor psicológico, contenida en sus juicios y la médula doctrinaria que está inmersa en el pensamiento. “Luz de día”, se encuentra en medio de un mundo donde las generaciones son formadas por paradigmas, como los miembros de la “haute fino”, prepara sus maletas y decide cruzar el océano. No es un viaje inútil, pues decide adentrarse en algo novedoso y distinto a lo usual; familias de buena posición en Sudamérica.  El libro contiene varios personajes que se apropian de historias y de situaciones que van describiendo lo más cercano posible las realidades de los pueblos sudamericanos, abriendo llagas que enlutan las organizaciones sociales y políticas.

## Resumen
En el nuevo continente, América, se encuentran algunos personajes como: Pelayo, Don Quijote y su escudero, pero en este caso con características propias al nuevo continente. Hermafrodita adopta varios disfraces pertenecientes a la política, como: escritor, diputado, orador, médico. Un personaje llamado Fígaro, aconseja a luz de día para dar una conferencia acerca de la libertad y el gobierno libre, del continente americano:

Es con ese objeto que le explica la organización de "Quijotanía". La sátira penetra aquí en el pleno dominio de la utopía. Aquel pueblo artificialmente creado, compuesto de carneros, vacas y caballos, dirigido por un discípulo de Darwin, fanático del Origen de las especies, y esperanzado en que la selección natural, en un tiempo más o menos remoto, convertirá en seres racionales a los cuadrúpedos de su estancia, transformada en estado independiente, es para nosotros la imagen de alguna de esas secciones de la América en que el pueblo, inculto e indiferente, es incapaz para el ejercicio de la libertad política e inhábil para el conocimiento y la defensa de sus derechos.

Este es uno de muchos ejemplos a manera de parodia que inspira a reflexionar y hacer juicios, acerca de una sociedad diferente, que quizá, para el Viejo Mundo puede ser algo soñado. Así es como ligeramente, Alberti, va mostrando las grietas que abaten la situación política de los pueblos sudamericanos. Utiliza una manera de fuerza e ingenio, combinada con humor, lo que lo convierte en uno de los mejores escritores desempeñando este tipo de literatura en género al lado de varios otros como: Montesquieu, Sterne, de Voltaire y Heine, de La Bruyère y Pascal.